# Jean-Baptiste Forgues
Jean-Baptiste Forgues né le 18 mai 1992, est un joueur français de hockey sur gazon. Il évolue au poste de défenseur au Léopold, en Belgique et avec l'équipe nationale française.

## Carrière
Il a faits ses débuts en équipe nationale en juin 2011.

## Palmarès
- : 2e à la Coupe du monde des moins de 21 ans en 2013.